# Miconia cabussu
Miconia cabussu là một loài thực vật có hoa trong họ Mua. Loài này được Hoehne mô tả khoa học đầu tiên năm 1933.